# Bethlehem Shipbuilding Corporation

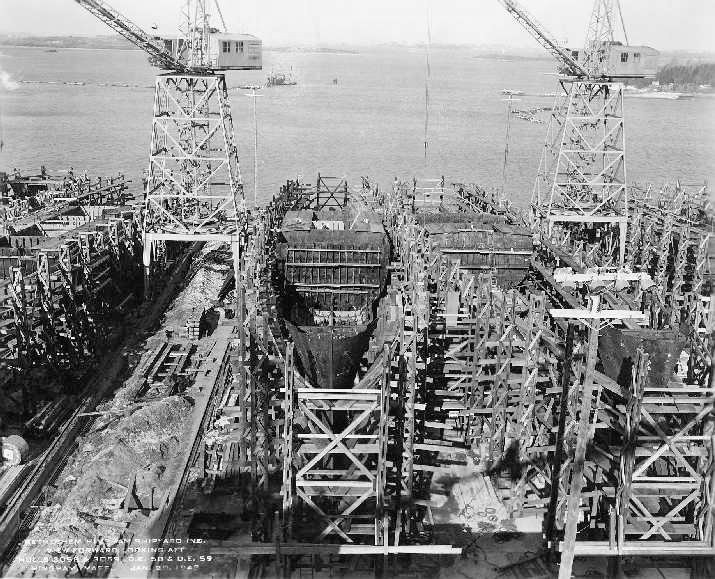
El HMS Calder (K349), construido como USS Formoe (DE-58), con el USS Foss (DE-59) a su derecha, en el astillero Bethlehem Hingham Shipyard, en Hingham, Massachusetts, uno de los astilleros pertenecientes a Bethlehem Shipyard Corporation, durante la Segunda Guerra Mundial.

Bethlehem Steel Corporation Shipbuilding Division, también conocida como Bethlehem Shipbuilding Corporation, Limited o BethShip era la división de construcción naval de la compañía siderúrgica estadounidense Bethlehem Steel Corporation, creada en 1905 tras la adquisición por la compañía matriz de los astilleros Union Iron Works de San Francisco, California.
Las oficinas centrales de esta compañía estuvieron desde 1913 en Quincy, Massachusetts, tras la compra de los astilleros Fore River Shipyard, localizados en la citada población. En 1964 tras la venta de estos astilleros a General Dynamics Corporation, las oficinas fueron trasladadas a Sparrows Point, Maryland hasta el cierre de la división en 1997.
En 1940 era la primera de las tres grandes compañías de construcción naval que eran capaces de construir cualquier tipo de buque.
A comienzos de 1940, Bethlehem Shipbuilding poseía cuatro astilleros, Fore River, Sparrows Point, San Francisco y Staten Island. Durante la Segunda Guerra Mundial, la compañía se extendió notablemente debido al Programa de Emergencia de Construcción Naval (Emergency Shipbuilding program) patrocinado por la Comisión Marítima de los Estados Unidos.
Llegó a posser un gran número de astilleros repartidos por todo Estados Unidos entre los que se pueden destacar: Fore River Shipyard, Quincy, Massachusetts (1913-1964), Union Iron Works, San Francisco, California (1905-1941), Hunters Point Drydocks, San Francisco, California (1908–1920), Alameda Works Shipyard, Alameda, California (1916-1956), Bethlehem Sparrows Point Shipyard, Sparrows Point, Maryland (1914–1997) y Bethlehem Brooklyn 56th Street, Brooklyn, Nueva York (1938-1963).
Paulatinamente fue desprendiéndose de todos ellos hasta cesar su actividad en 1997 para tratar de mantener la de la compañía matriz envuelta por entonces en una grave crisis.